# 1966 у кіно

## Події
- 5-20 травня — 19-й Каннський міжнародний кінофестиваль, Канни, Франція.
- 24 червня-5 липня — 16-й Берлінський міжнародний кінофестиваль, Західний Берлін.
- 6 серпня — 11-та церемонія вручення кінопремії «Давид ді Донателло», Таорміна, Італія.
- 28 серпня-10 вересня — 27-й Венеційський міжнародний кінофестиваль, Венеція, Італія.

## Фільми

### Світове кіно
- Наша людина Флінт ( США)
- Персона — чорно-білий художній фільм Інґмара Берґмана ( Швеція)
- Птахи Великі і Малі ( Італія)
- Чи горить Париж? ( Франція /  США)

### Радянський Союз
- Андрій Рубльов, (режисер Андрій Тарковський)
- Він не хотів вбивати, (режисер Георгій Шенгелая)
- Два життя, (режисер Сіко Долідзе)
- Кавказька полонянка, або Нові пригоди Шурика, (режисер Леонід Гайдай)
- Листопад, (режисер Отар Іоселіані)
- Ні і так, (режисер Аркадій Кольцатий)
- Невловимі месники, (режисер Едмонд Кеосаян)
- Чорт з портфелем, (режисер Володимир Герасимов)
- Бережись автомобіля
- Місяць травень
- Соловей із села Маршинці, (музично-документальний; режисер Ростислав Синько)

## Персоналії

### Народилися

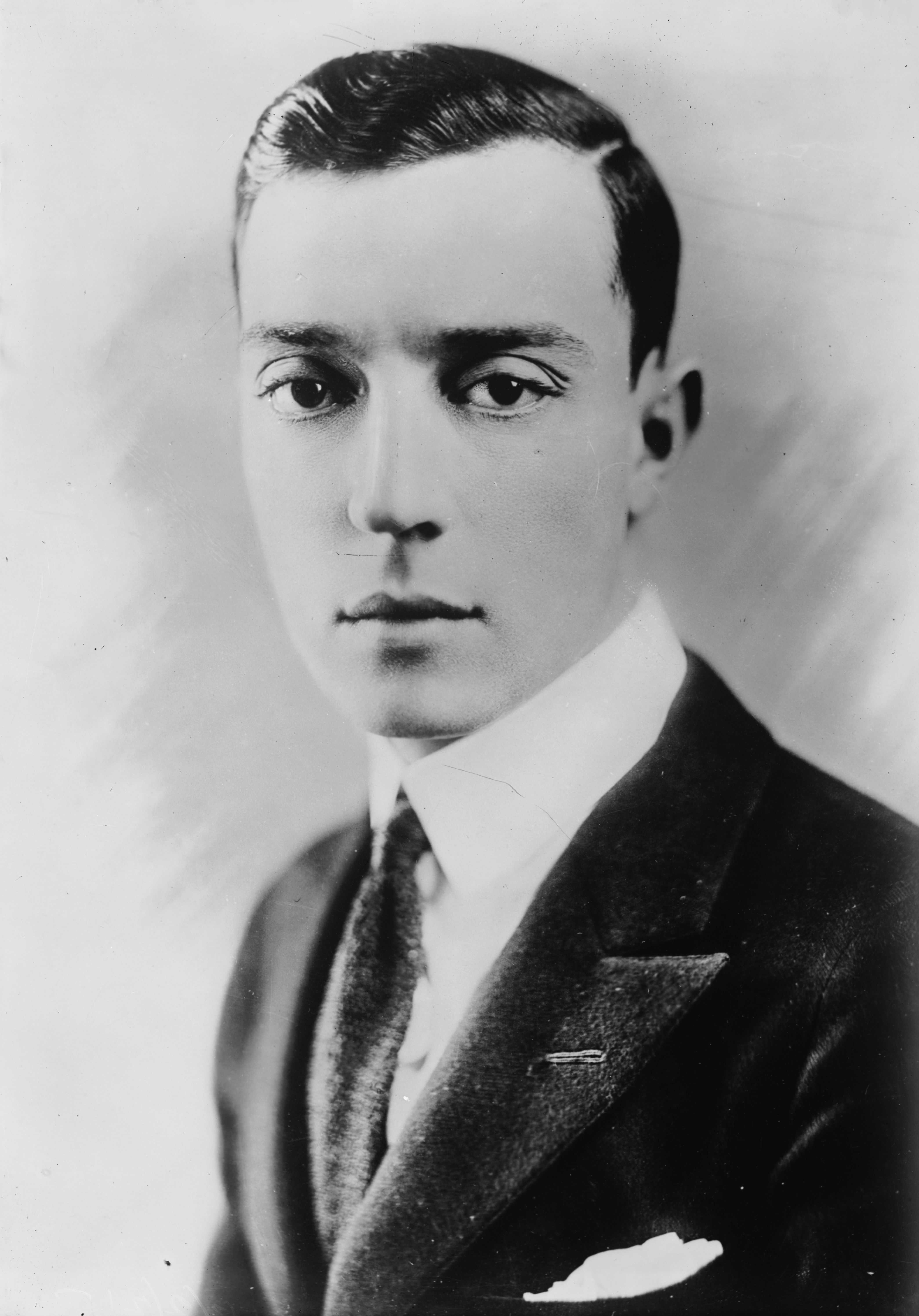
Бастер Кітон

- 12 січня — Олів'є Мартінес, французький актор.
- 13 січня — Апексімова Ірина Вікторівна, радянська і російська акторка і режисерка театру та кіно, театральна діячка, співачка, телеведуча.
- 16 січня — Соня Бергамаско, італійська акторка.
- 24 січня — Карін Віар, французька акторка театру, кіно та телебачення.
- 1 лютого — Бастер Кітон, американський комедійний актор, режисер, сценарист та каскадер
- 24 лютого — Біллі Зейн, американський актор, кінопродюсер та кінорежисер.
- 17 березня — Хосе Гарсія, іспансько-французький актор.
- 22 квітня — Джеффрі Дін Морган, американський актор.
- 12 травня — Самі Буажила, французький актор туніського походження.
- 17 червня — Седрік Кан, французький кінорежисер, сценарист та актор.
- 20 серпня — Паоло Дженовезе, італійський кінорежисер та актор.
- 22 серпня — Сумська Ольга В'ячеславівна, українська акторка та телеведуча.
- 10 листопада — Ванесса Енджел, британська акторка і фотомодель.
- 29 листопада — Євген Миронов, радянський і російський актор театру і кіно, народний артист Росії.
- 1 грудня — Едуар Баер, французький актор, режисер та сценарист

### Померли
- 7 січня — Петров Володимир Михайлович, радянський російський кінорежисер.
- 18 січня — Юра Гнат Петрович, український театральний режисер, актор театру і кіно.
- 22 січня — Герберт Маршалл, англійський актор.
- 25 січня — Мілютенко Дмитро Омелянович, український радянський драматичний актор театру і кіно, педагог.
- 26 січня — Мордвинов Микола Дмитрович, радянський російський актор театру і кіно, театральний режисер.
- 1 лютого:
  - Гедда Гоппер, американська акторка, колумністка й радіоведуча.
  - Бастер Кітон (Buster Keaton), американський кіноактор і режисер, класик німий кінокомедії (нар. 1895).
- 18 лютого — Роберт Россен, американський режисер, сценарист і продюсер.
- 3 квітня — Литвиненко-Вольгемут Марія Іванівна, українська (радянська) оперна співачка (лірико-драматичне сопрано), педагогиня, народна артистка кіно.
- 8 травня — Еріх Поммер, німецький і американський кінопродюсер (нар. 1889)
- 19 червня — Ед Вінн, американський актор і комік.
- 23 липня — Монтгомері Кліфт, американський актор.
- 28 липня — Йозеф фон Бакі, німецький кінорежисер угорського походження (нар. 1902).
- 14 вересня — Черкасов Микола Костянтинович, радянський актор театру і кіно.
- 28 жовтня — Хохлов Олександр Євгенович, радянський актор театру та кіно.
- 22 листопада — Еміль Дран, французький актор театру та кіно.
- 15 грудня — Волт Дісней, американський художник-мультиплікатор, кінорежисер, актор, сценарист і продюсер
- 22 грудня — Гаррі Бомонт, американський режисер, актор і сценарист.